# Francisco Bayeu
Pour les articles homonymes, voir Bayeu et Subías.
Francisco Bayeu y Subías, né le 9 mars 1734 à Saragosse et mort le 4 août 1795  à Madrid, est un peintre espagnol.

## Biographie
Ses frères Manuel et Ramón, sont eux aussi peintres. Il est l'ami et beau-frère de Francisco Goya qui épouse sa sœur Josefa. 
Il commence ses études à Saragosse dans l'atelier du peintre de Bohême Juan Andrés Merklein. Il étudie également le dessin avec José Luzán Martínez.
En 1758, il obtient une pension de deux ans pour étudier à l'Académie royale des beaux-arts Saint-Ferdinand à Madrid, mais la quitte deux mois après en raison de désaccords avec le professeur Antonio González Velázquez. Il retourne dans sa ville natale, où il effectue plusieurs commandes pour des églises et des couvents, notamment la Chartreuse d'Aula Dei.
Anton Raphael Mengs, peintre néo-classique allemand arrivé en Espagne en 1761 pour décorer les demeures royales de Charles III, l'appelle à Madrid en 1762 pour l'aider à décorer le nouveau palais. Grâce à Mengs, il participe à de nombreux autres projets décoratifs pour les sièges royaux.
En 1767, il est nommé peintre de chambre, et exécute de grandes séries de fresques.
Après le départ de Mengs pour Rome en 1777, il prend sa succession, y compris pour la responsabilité des tâches artistiques à la Fabrique royale de tapisserie de Santa Barbara. Il réalise les modèles de dessins réalisés par son frère et des dessins supervisés par Goya, son beau-frère depuis 1773.
En 1785, à la demande de Charles III, Bayeu et Maella entreprennent la restauration de peintures appartenant aux collections royales. À ce moment-là, le père de Bayeu était décédé, le laissant responsable d'une famille nombreuse. Cela l’a obligé à augmenter sa charge de travail au point de ruiner sa santé.
Quand il tombe malade en 1786, Goya devient son suppléant à l'Académie de San Fernando ; Bayeu est nommé directeur de la peinture en 1788. Ses commandes étaient continues, et le prince et la princesse des Asturies le chargent de décorer le dôme de la salle à manger du Palais royal du Pardo.
Pour retrouver la santé, Bayeu rentre à Saragosse et ne se rend à Aranjuez qu'en 1791. Il y peint des peintures pour la chapelle de prière du palais royal et le dôme de la chambre du roi, son dernier ouvrage, avant de mourir en 1795.

## Œuvre

### Jeunesse

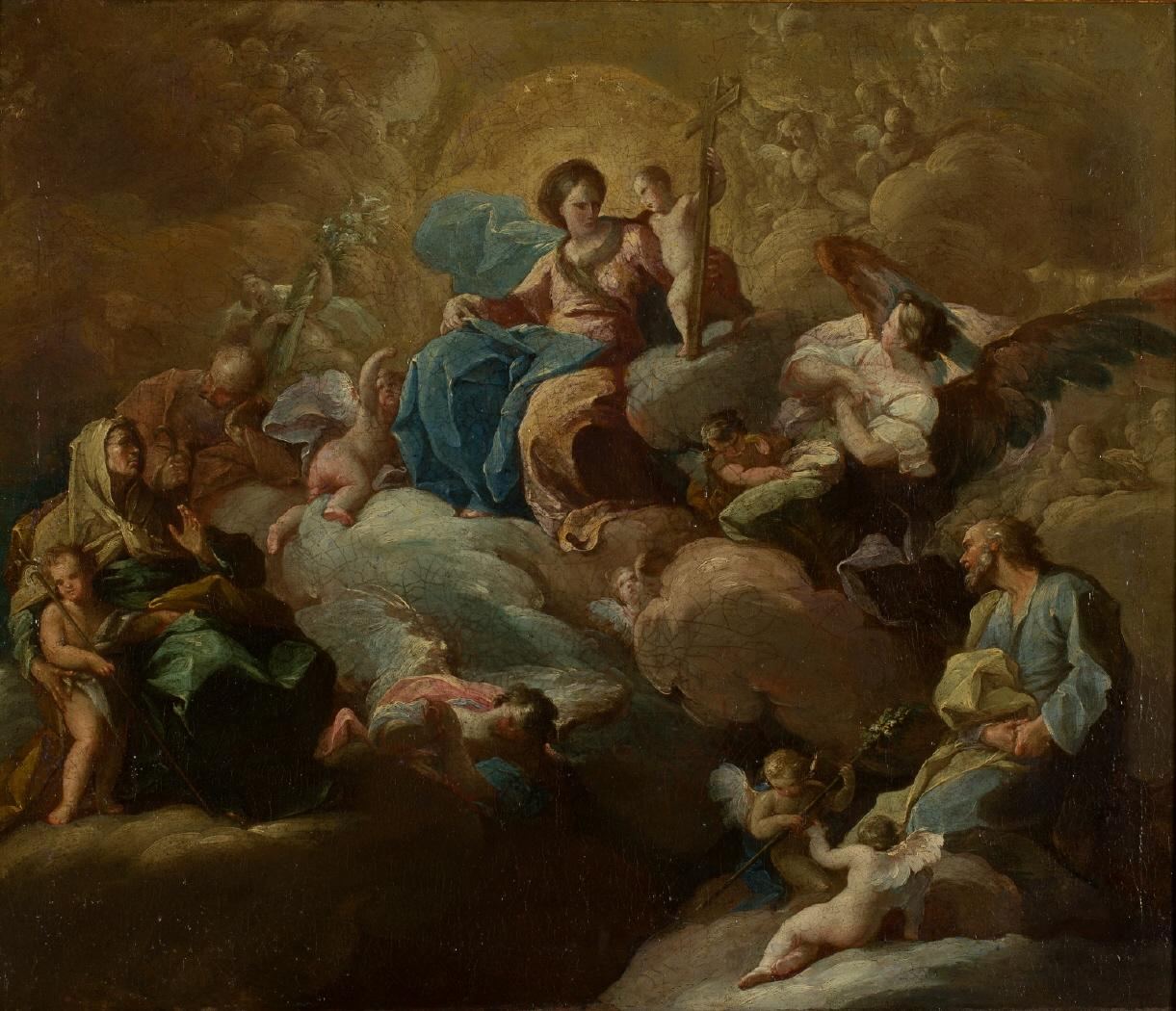
Vierge en Gloire, 1760
Musée de Saragosse

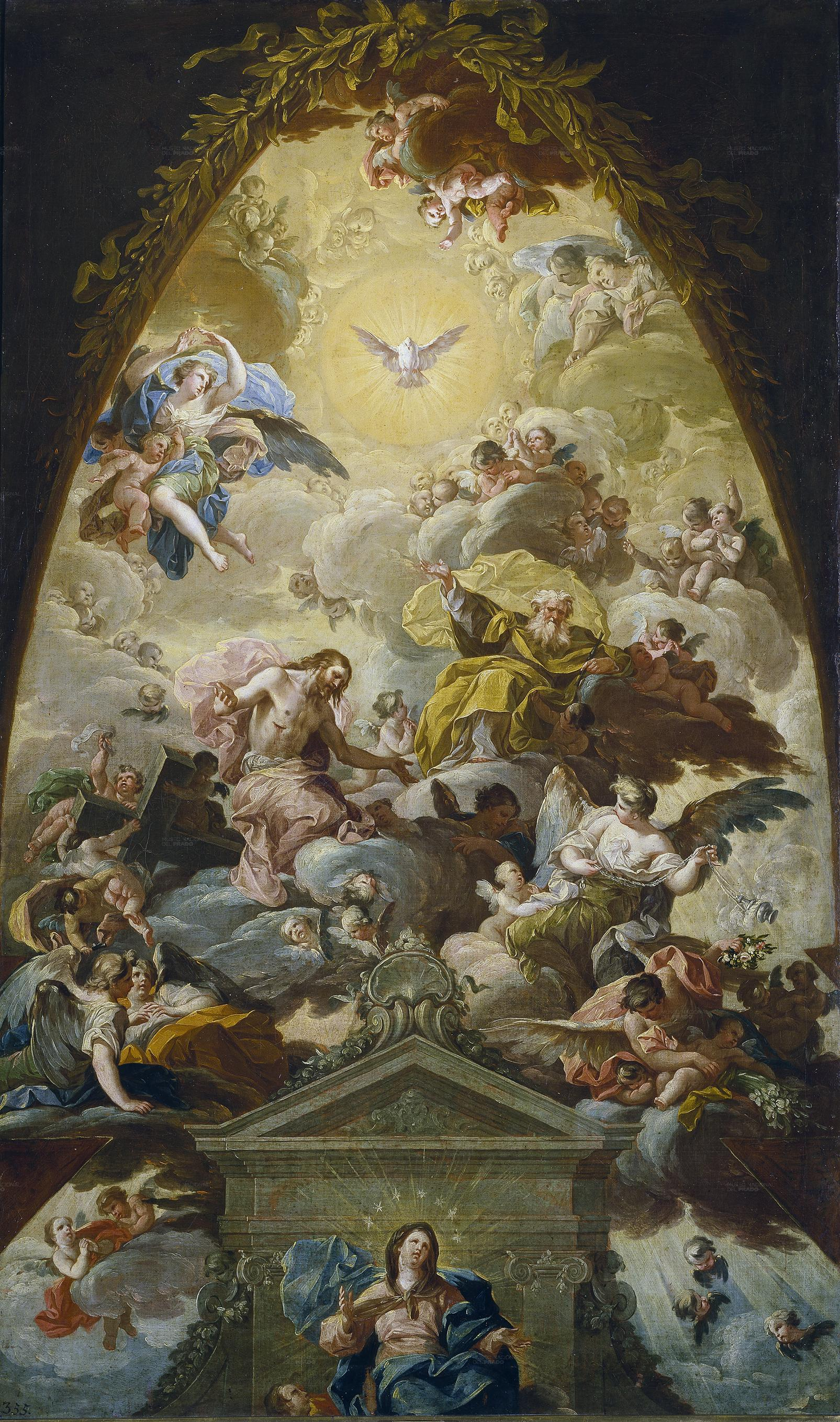
Assomption de la Vierge, v. 1760
Musée du Prado

- Extase de San Antonio Abad , 1753, huile sur toile, Musée de Saragosse
- Saint Gabriel , 1754-55, huile sur toile, église paroissiale de San Felipe et Santiago el Menor, Saragosse
- Saint Michel  1754-555, huile sur toile, église paroissiale de San Felipe et Santiago el Menor, Saragosse
- Jésus portant la Croix sur le chemin du Calvaire , 1756-57, huile sur toile, Musée de Saragosse
- Simon de Cyrène aide Jésus à porter la croix , 1756-57, huile sur toile, Musée de Saragosse
- Le Couronnement d'épines , 1757, huile sur toile, Musée de Saragosse
- La Tyrannie de Gerión , 1757, huile sur toile, Académie royale des beaux-arts Saint-Ferdinand, Madrid
- Immaculée , 1758, huile sur toile, Alma Mater Museum, Saragosse
- Autoportrait , 1758-59, huile sur toile, Musée de Saragosse
- Immaculée Conception avec les allégories de la science, de l'architecture et des mathématiques , 1759, huile sur toile, Musée d'art sacré, Calatayud
- Saint Thomas d'Aquin vainquant les hérétiques , 1759-60, huile sur toile, Musée de Saragosse
- La Vierge à l'Enfant en gloire, accompagnée de la Sainte Famille , 1760, huile sur toile, 70 × 83 cm, Musée de Saragosse[2]
- Apparition de la Vierge du Pilar à Santiago de Saragosse , 1760, huile sur toile, Galerie nationale, Londres
- Sainte Thérèse de Jésus en gloire , 1760-1770, huile sur toile, 43 × 100 cm, esquisse, musée du Prado, Madrid[3]
- La Sainte Famille, 1760-1762, huile sur toile, musée de Saragosse
- L'Assomption de la Vierge , vers 1760, huile sur toile, 137 × 81 cm, esquisse pour le dôme de l'église du Monastère Sainte-Engrâce à Saragosse, Musée du Prado, Madrid[4]

### Appelé par Mengs pour les palais royaux en1762

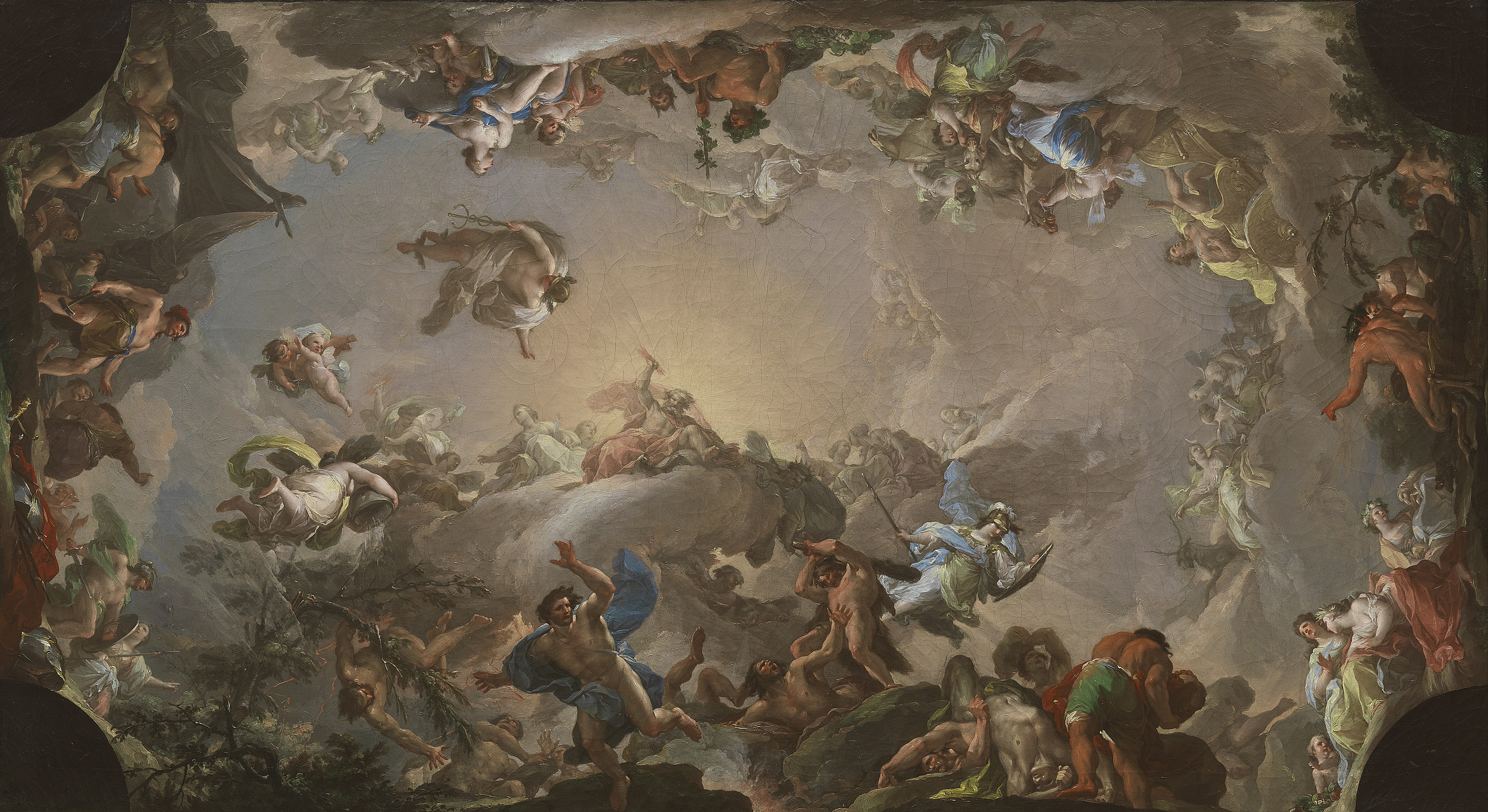
La Bataille des Géants, 1764
Musée du Prado

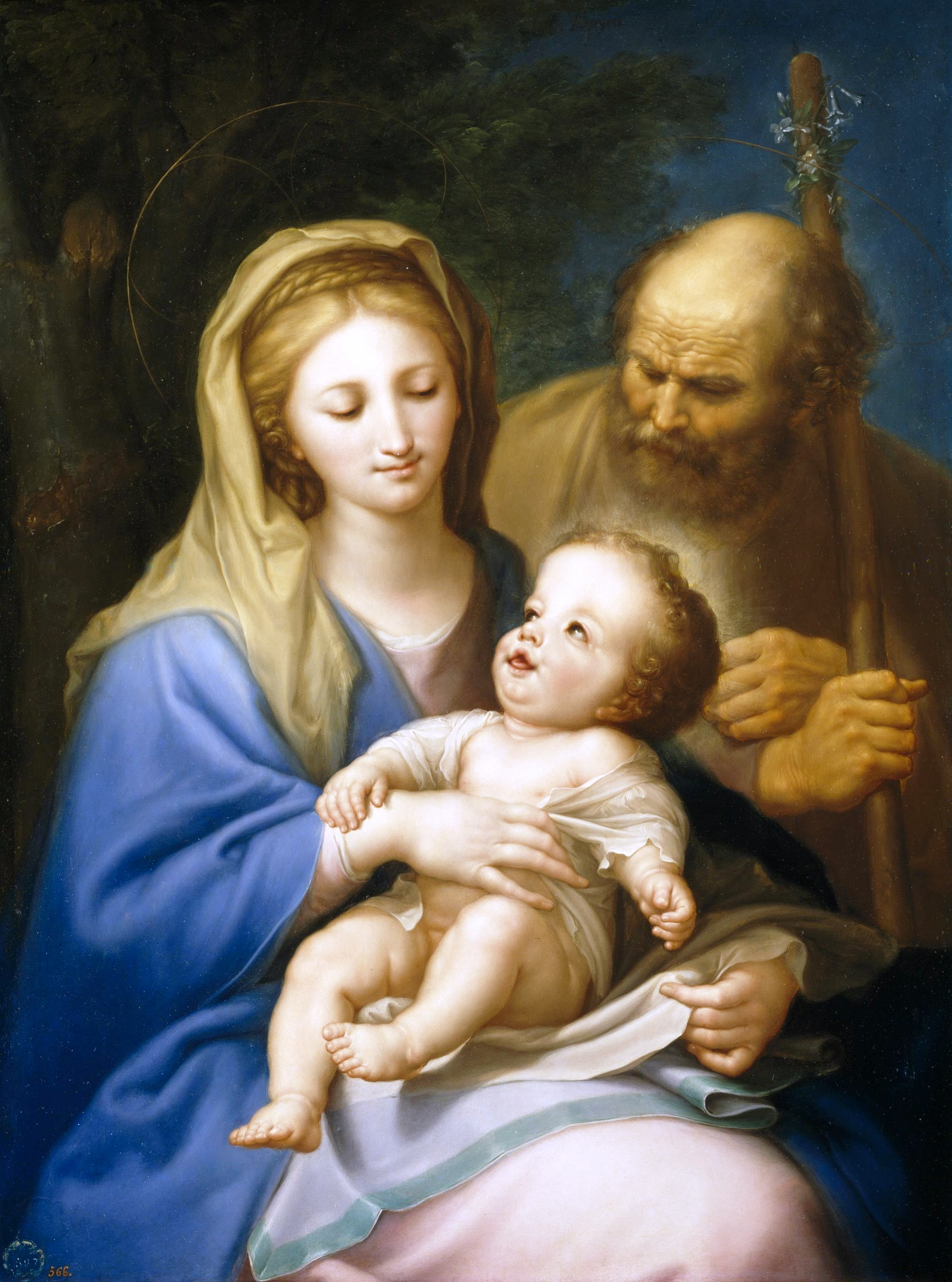
La Sainte famille, 1776
Musée du Prado

Il est principalement actif en tant que peintre de fresques et associe à ses obligations à la cour des commandes des autorités de Saragosse, notamment les coupoles de la chapelle sainte de la basilique Notre-Dame du Pilar, qu'il a achevées en 1776. Il a ensuite entrepris la décoration de la chapelle royale du palais d'Aranjuez. 
- La Capitulation de Grenade, vers 1763, huile sur toile, 55 × 58 cm, esquisse pour la fresque de la salle à manger du palais royal de Madrid, Musée du Prado, Madrid[5]
- L'Olympe : Bataille des géants, 1764, huile sur toile, 68 × 123 cm, croquis pour le plafond de l'antichambre de la chambre des princes des Asturies du palais royal de Madrid[6]
- L'Apothéose d'Hercule à l'Olympe , 1768-69, plafond, Palais royal de Madrid
- Apollon récompensant les Arts, 1769, plafond, Palais royal du Pardo, Madrid
- María Teresa del Castillo, 1767-1770, Southern Methodist University, Dallas[7]
- Portrait de Paula Melzi de Eril, 1770-1775, Musée provincial de Huesca[8]
- Esquisses pour la collégiale du Palais royal de la Granja de San Ildefonso (Ségovie), 1771, huile sur toile, musée du Prado, Madrid
  -  La Création d'Adam , 59 × 33 cm[9]
  -  Adam et Eve réprimandés pour leur péché , 59 × 33 cm[10]
  - Abraham et les trois anges, 59 × 33 cm[11]
  - Les Quatre évangélistes, 59 × 59 cm[12]
- Regina Sanctorum Omnium , 1775, fresque du plafond, Basilique Notre-Dame du Pilier de Saragosse
- La Sainte Famille, vers 1776, huile sur panneau, 108 × 80 cm, musée du Prado, Madrid[13]
- Homme tenant une lettre, 1771, Musée Goya[14]
- Groupe de onze fresques dans le cloître de la cathédrale de Tolède entre 1776 et 1787 :  Prédication de Saint Eugène ;  Décollation de Saint Eugène, 1776-77 ; Translation du corps de Saint Eugène, 1779 ;  Révélation de San Dionisio a Hercoldo , 1777 ;  Charité de santa Casilda, 1779 ;  Mort de sainte Casilda  ;  Miracle de santa Casilda , 1779 ;  Exhortation de saint Euloge , 1784 ;  Enlèvement et martyre du Saint Enfant de la Garde , 1784 ; Saint Idefonse et Saint Julien inspirés par le Saint-Esprit, 1785 ;  L'Aumône de Saint Eladio , 1787
- Le musée de la cathédrale de Saint-Jacques-de-Compostelle rassemble entre autres œuvres, des tapisseries réalisées d'après ses cartons, ainsi que ceux de Téniers et de Goya.

"
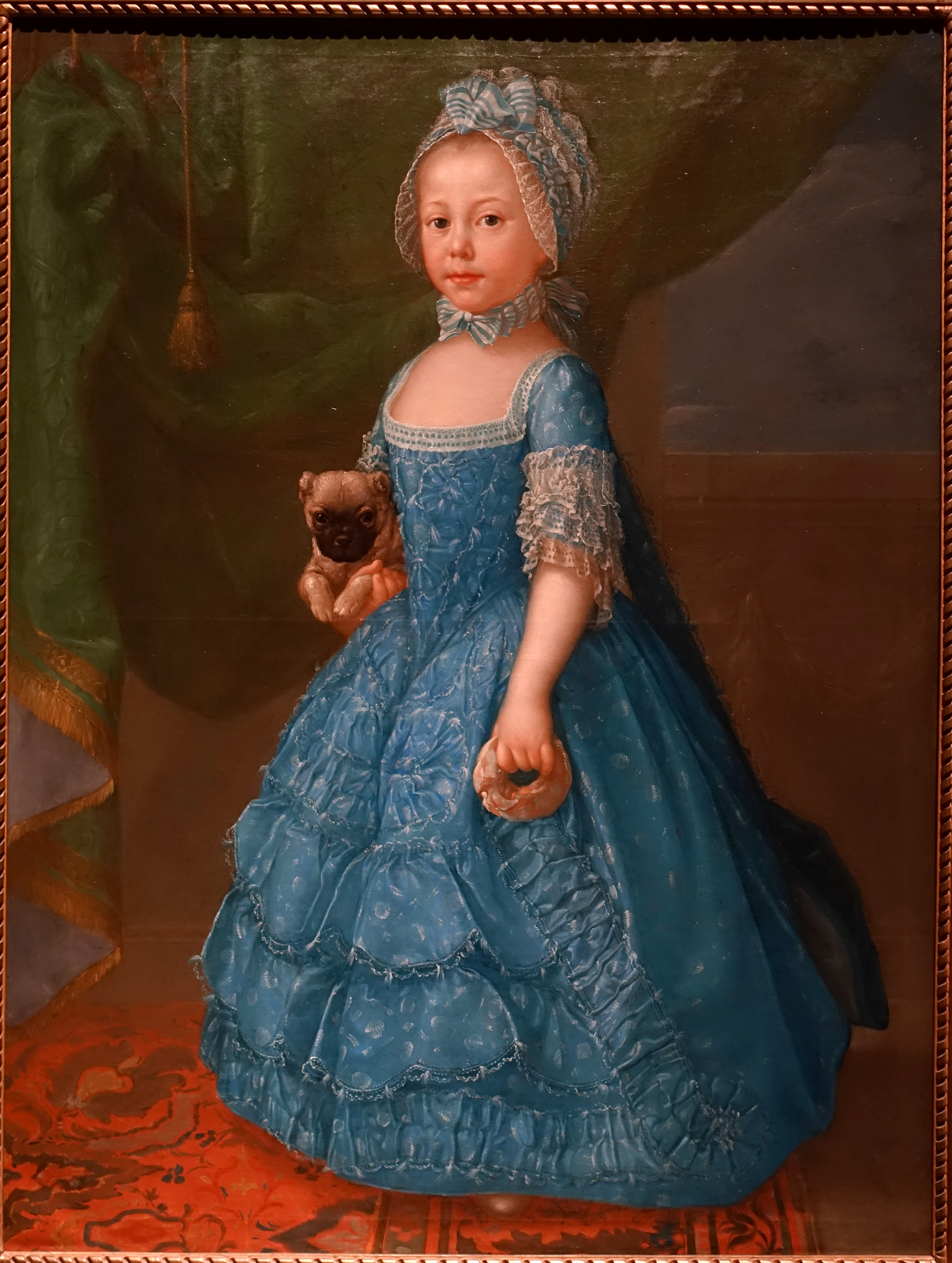
Maria Teresa del Castillo, 1767-1770 Southern Methodist University
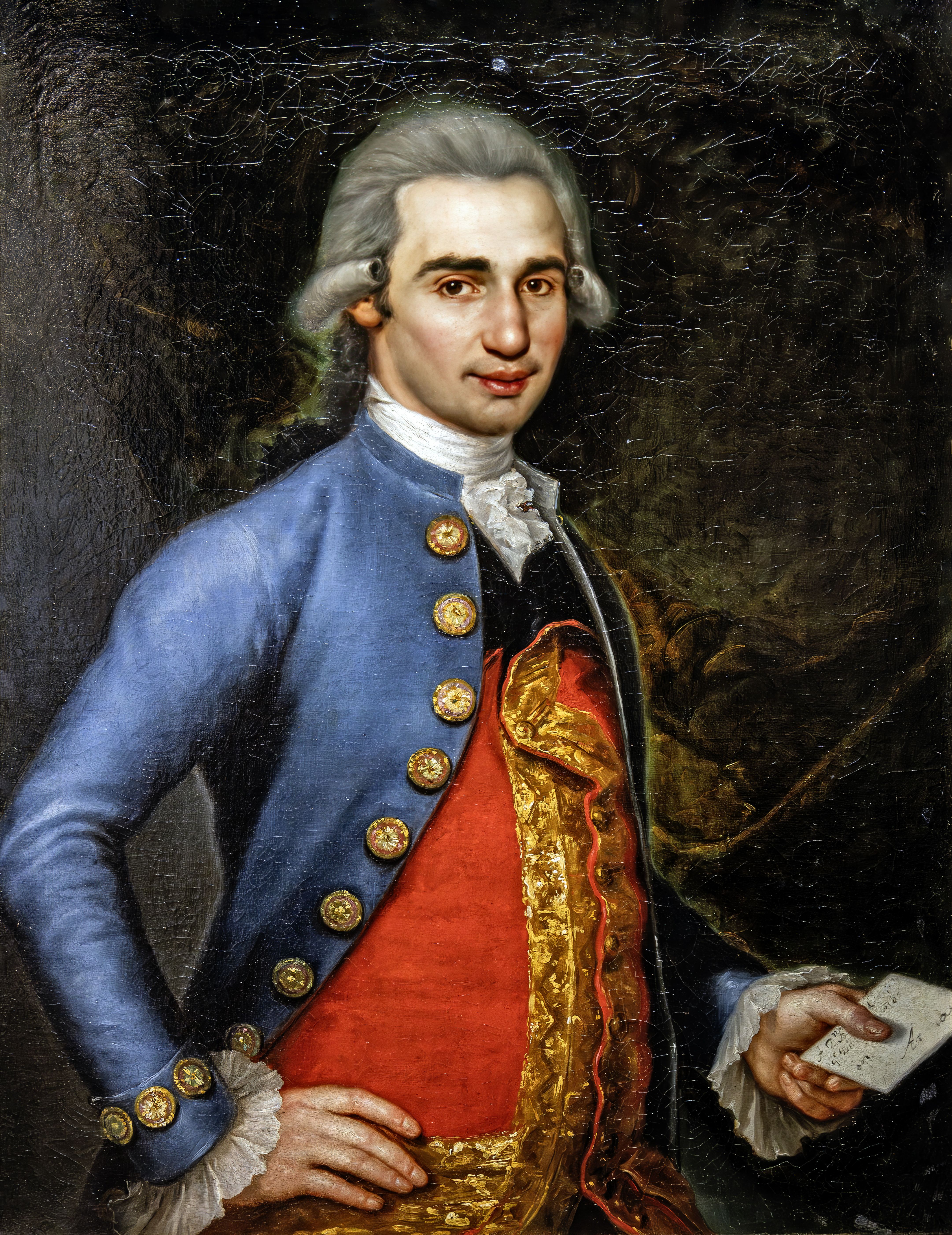
Homme tenant une lettre, 1771 - Musée Goya
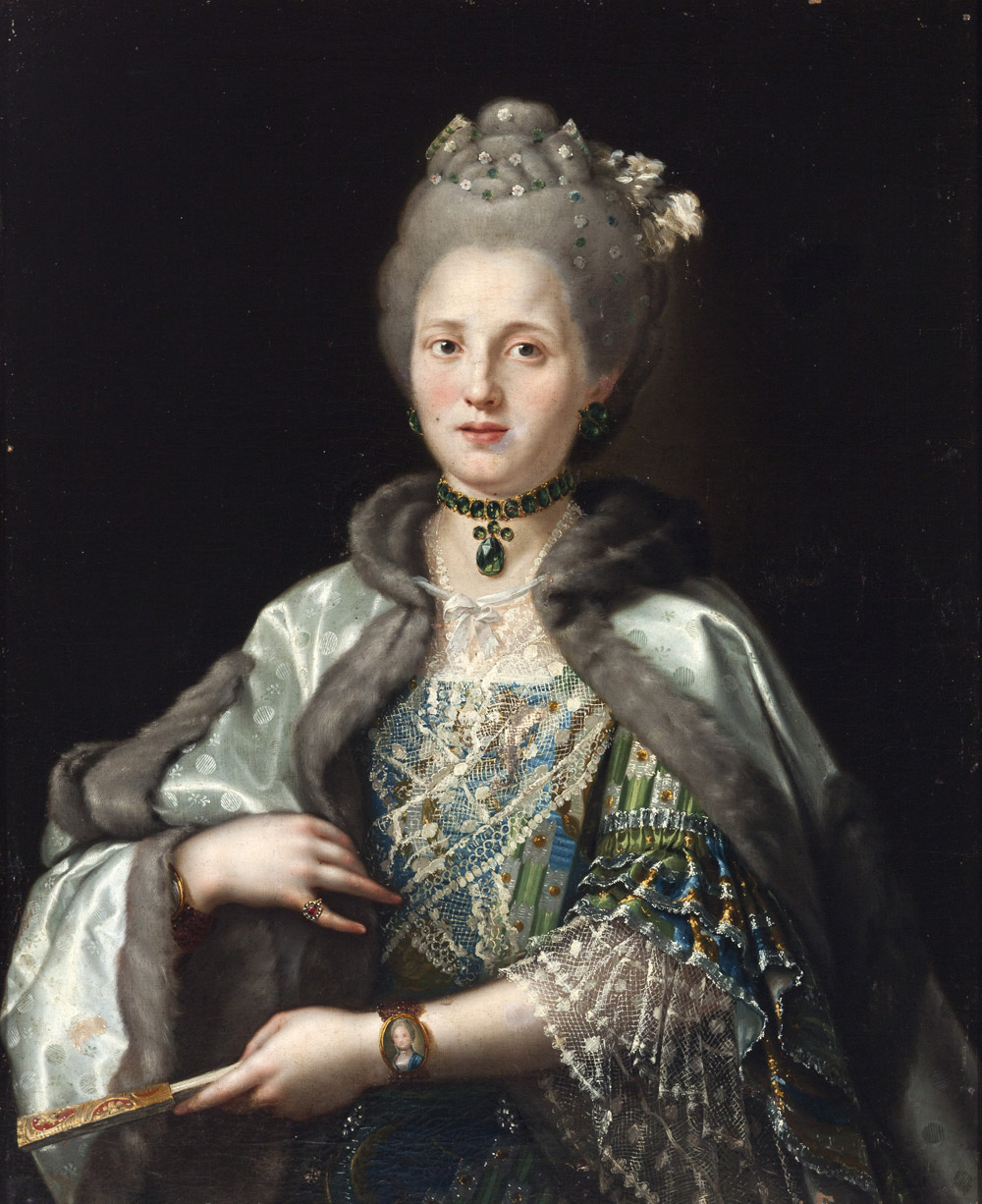
Paula Melzi, 1770-1775 Musée de Huesca

### Après le départ de Mengs en 1777
- Le Triomphe de l'Agneau de Dieu , 1778, huile sur toile, 48 × 58 cm, esquisse pour la chapelle du palais royal d'Aranjuez, Musée du Prado, Madrid[15]
- Sebastiana Merclein , 1780-1785, huile sur toile, 43 × 35 cm, Musée de Saragosse[16]
- Sainte Famille , 1780-1790, huile sur toile, musée du Prado, Madrid
- Regina Prophetarum , 1781, fresque du plafond, Basilique Notre-Dame du Pilier de Saragosse
- Le Pont sur le canal de Madrid , 1784, huile sur toile, 36 × 95 cm, carton pour une tapisserie de la salle du prince des Asturies du Palais royal du Pardo, musée du Prado, Madrid
- Allégorie du bonheur public , 1786, huile sur toile, Musée de Saragosse
- Allégorie de la vertu , 1786, huile sur toile, Musée de Saragosse
- Allégorie de la vertu et de l'honneur , 1786, plafond, Palais royal de Madrid
- Apollon protégeant les sciences et les arts , 1786, plafond, Palais royal de Madrid
- Feliciana Bayeu, la fille du peintre, 1787, huile sur toile, 38 × 30 cm, Musée du Prado, Madrid[17]
- Assomption de la Vierge , 1789-1790, huile sur toile, Museo Camón Aznar, Saragosse
- Saint Pierre et l'infirme , 1790, huile sur toile, chapelle de San Pedro, Cathédrale de Tolède
- Portrait de Doña Feliciana Bayeu Merklein, vers 1790, huile sur toile, Musée de Saragosse[18]
- Autoportrait,  vers 1792, huile sur toile, 133 × 98 cm, Académie royale des beaux-arts de San Fernando[19]

### Dates non documentées
- Sacrifice de la loi mosaïque , huile sur toile, musée du Prado, Madrid
- Vierge à l'Enfant , huile sur toile, oratoire de la reine, Palais royal d'Aranjuez

"
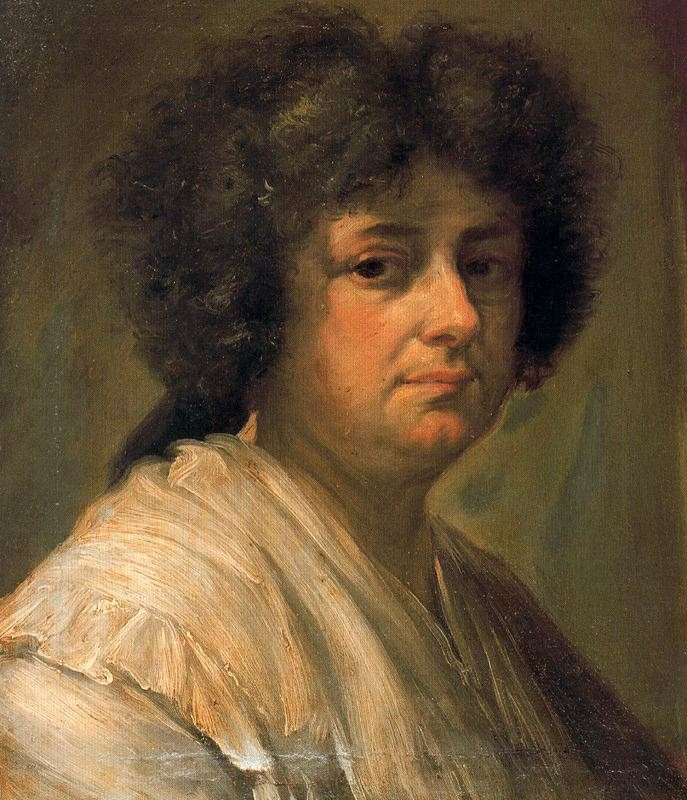
Sebastiana Merclein, 1780-1785 Musée de Saragosse
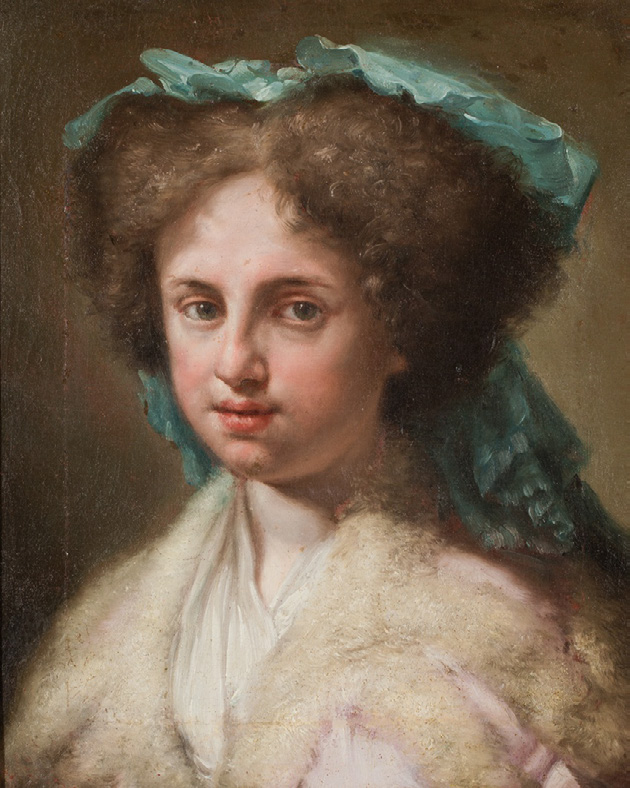
Feliciana Bayeu, vers 1790 Musée de Saragosse
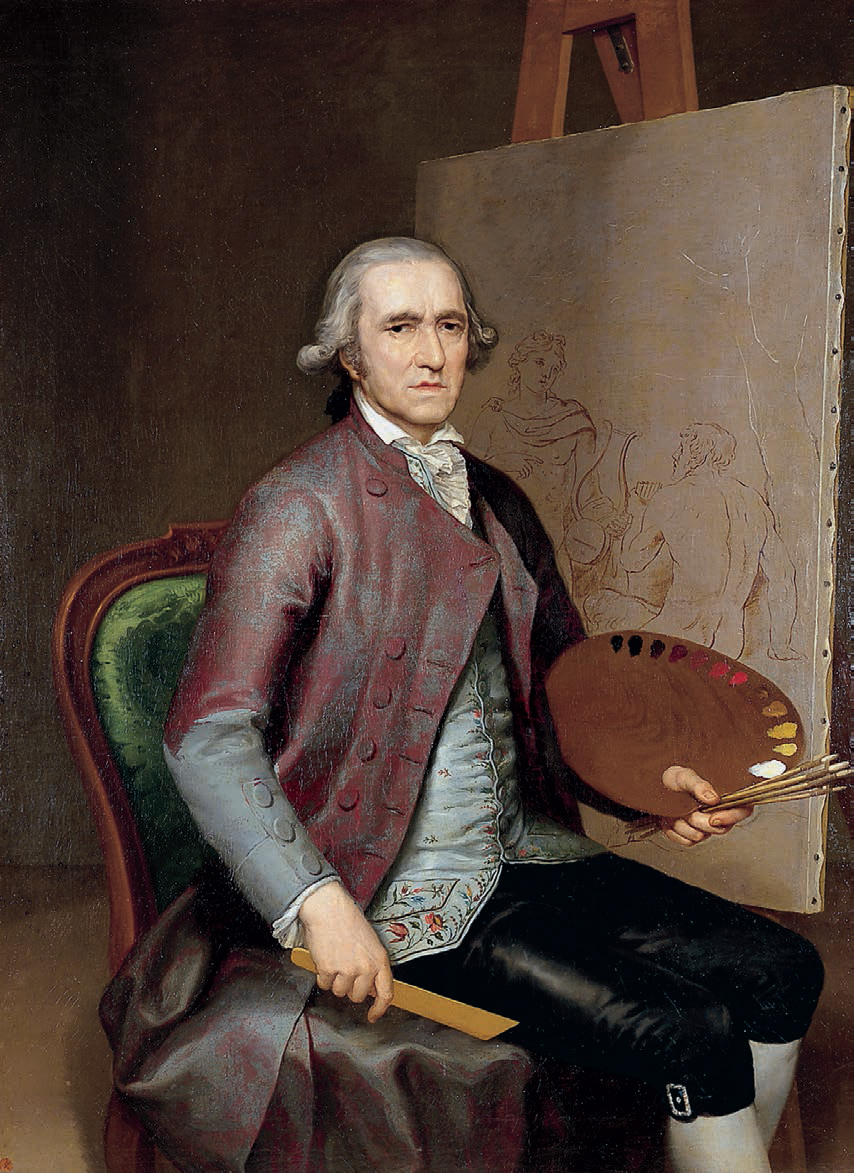
Autoportrait, 1792-1795 Académie San Fernando